# کیم ده گون
کیم ده گون (کره‌ای: 김대곤؛ زادهٔ ۱۳ دسامبر ۱۹۸۳) بازیگر اهل کره جنوبی است. او به خاطر ایفای نقش در نوازش قلبت, کشور من و سلام خداحافظ مامان! شناخته می‌شود.

## زندگی شخصی
در ۳۰ ژوئن ۲۰۲۲، آژانس کیم تأیید کرد که او با دوست‌دختر غیر سلبریتی خود در اکتبر ۲۰۲۲ ازدواج می‌کند.

## فیلم‌شناسی

### مجموعه تلویزیونی
| سال  | عنوان                                      | نقش                         | منابع  |
| ---- | ------------------------------------------ | --------------------------- | ------ |
| ۲۰۱۶ | ذهن زیبا                                   | کیم مین                     | [ ۴ ]  |
| ۲۰۱۷ | سایمدانگ، خاطرات درخشان                    | جونگ سو                     | [ ۵ ]  |
| ۲۰۱۷ | منهول                                      | جانگ هه                     | [ ۶ ]  |
| ۲۰۱۸ | صلیب                                       | جه هیون                     | [ ۷ ]  |
| ۲۰۱۸ | زندگی در مریخ                              | پارک بیونگ دو               | [ ۸ ]  |
| ۲۰۱۹ | دراما استیج فصل ۳: عموی من ادری هپبورن است | جانگ می                     | [ ۹ ]  |
| ۲۰۱۹ | نوازش قلبت                                 | پارک سو میونگ               | [ ۱۰ ] |
| ۲۰۱۹ | صدا                                        | سونگ                        | [ ۱۱ ] |
| ۲۰۱۹ | وقتی کاملیا شکوفا می‌شود                    | شمن                         | [ ۱۲ ] |
| ۲۰۱۹ | بی‌خانمان                                   | پدر یی جونگ                 | [ ۱۳ ] |
| ۲۰۱۹ | کشور من                                    | کانگ که                     | [ ۱۴ ] |
| ۲۰۲۰ | سلام خداحافظ مامان!                        | جانگ ده چون                 | [ ۱۵ ] |
| ۲۰۲۰ | پلی‌لیست بیمارستان                          | شوهر گال با رام             | [ ۱۶ ] |
| ۲۰۲۱ | خانه جن‌زده خود را بفروشید                  | اوه سونگ شیک                | [ ۱۷ ] |
| ۲۰۲۱ | دهکده ساحلی چاچاچا                         | فروشنده مرغ (حضور افتخاری)  |        |
| ۲۰۲۱ | راننده تاکسی                               | کارمند مادام لیم            | [ ۱۸ ] |
| ۲۰۲۲ | ستاره‌های دنباله‌دار                         | هان ده سو                   | [ ۱۹ ] |
| ۲۰۲۲ | کیمیای روح: نور و سایه                     | تاجر؛ حضور افتخاری (قسمت ۱) | [ ۲۰ ] |

### موزیک ویدئو
| سال  | نام آهنگ                                                                             | آرتیست | منابع  |
| ---- | ------------------------------------------------------------------------------------ | ------ | ------ |
| ۲۰۲۲ | «جزیره‌ای که دریا در آن زندگی می‌کند» (The Island Where the Sea Lives; 바다가 사는 섬) | تی     | [ ۲۱ ] |

## تئاتر
| سال  | عنوان فارسی   | عنوان کره‌ای | نقش     | منابع  |
| ---- | ------------- | ----------- | ------- | ------ |
| ۲۰۲۳ | دوستان جهان   | 세상친구    | مان سوک | [ ۲۲ ] |
| ۲۰۲۳ | نانوایی پاریس | 빠리빵집    | یون جون | [ ۲۳ ] |